# Wireless Festival

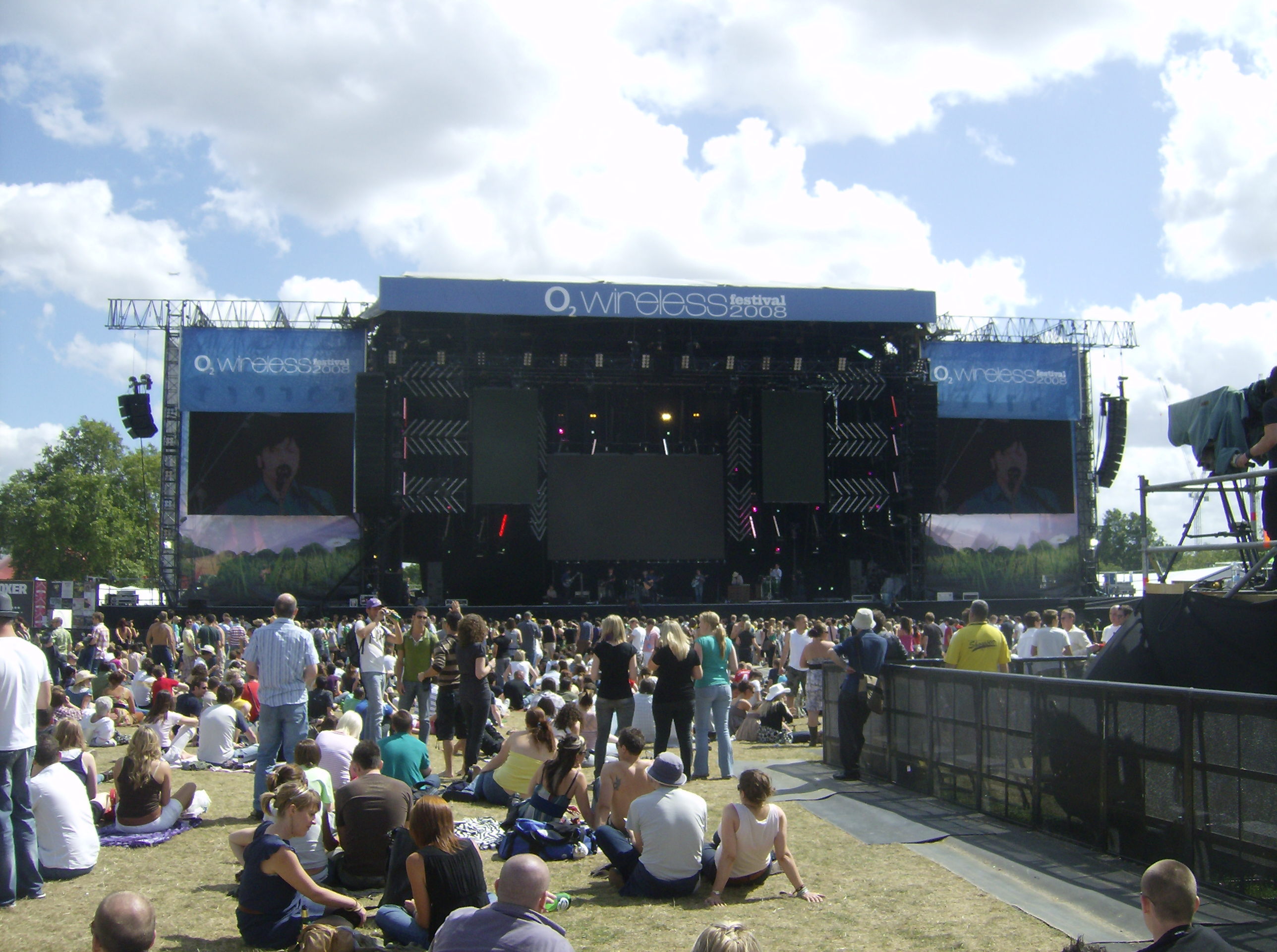
The main stage of the 2008 O2 Wireless Festival in Hyde Park, London. Playing are the band Cornershop.

O O2 Wireless Festival é um festival musical na Inglaterra que é realizado anualmente, no Hyde Park, Londres, e teve lugar em Harewood House, Leeds, em 2006 e 2007. É propriedade e administrado pela Live Nation. Tem como presenças cantores como: Cardi B, Lil Pump, Post Malone, The Weekend, Lil Dicky, Kendrick Lamar, French Montana, Zara Larson entre muitos mais, cada bilhete ronda a casa dos 100 euros. É patrocinado pela Pepsi, Somersby, Uber entre outros.